# André Louf-Decramer
Pour les articles homonymes, voir Louf.
Ne doit pas être confondu avec André Louf.
André Louf, écrivant sous le nom d'auteur André Louf-Decramer, né à Neuve-Église (Belgique) le 5 août 1906 et mort à Courtrai (Kortrijk), en Belgique, le 13 décembre 1976, est un poète belge d'expression néerlandaise.

## Œuvre
- Scherven schoonheid, 1970
- Eeuwige Pool I, 1972
- Eeuwige Pool II
- Eeuwige Pool III
- Avondzangen I
- Avondzangen II
- Voor uw Aanschijn I
- Voor uw Aanschijn II
- Voor uw Aanschijn III
- Oorlogskerkhovenland I
- Oorlogskerkhovenland II
- Oorlogskerkhovenland III, 1976